# Ronald Pofalla
Ronald Pofalla (født 15. maj 1959 i Weeze, Nordrhein-Westfalen) er en tysk politiker, der repræsenterer CDU. Fra 2009 til 2013 var han chef for Forbundskansleriet. 
Pofalla blev uddannet i socialpædagogik i 1981 og tog embedseksamen i jura fra Universität zu Köln i 1991. Siden har han haft advokatbestalling. Han har været medlem af CDU siden 1975 og var først aktiv i Junge Union. Han var formand for ungdomsorganisationens afdeling i Nordrhein-Westfalen fra 1986 til 1992. Siden 1990 har han været medlem af Forbundsdagen. Fra 2004 til 2005 var han stedfortrædende formand for CDU/CSU-fraktionen i Bundestag, og fra 2005 til 2009 partiets generalsekretær. Fra 28. oktober 2009 til 17. december 2013 var han forbundsminister for særlige opgaver (Bundesminister für besondere Aufgaben) og chef for Forbundskansleriet under regeringen Angela Merkel II. Efter Forbundsdagsvalget 2013 trak han sig tilbage fra regeringen.